# فیر اوکس، شهرستان مندوسینو، کالیفرنیا
فیر اوکس (به انگلیسی: Fair Oaks) یک منطقهٔ مسکونی در ایالات متحده آمریکا است که در شهرستان مندوسینو، کالیفرنیا واقع شده‌است. فیر اوکس ۴۴۰ متر بالاتر از سطح دریا واقع شده‌است.